# Lécousse
Lécousse är en kommun i departementet Ille-et-Vilaine i regionen Bretagne i nordvästra Frankrike. Kommunen ligger i kantonen Fougères-Sud som tillhör arrondissementet Fougères-Vitré. År 2022 hade Lécousse 3 423 invånare.

## Befolkningsutveckling
Antalet invånare i kommunen Lécousse
Referens:INSEE